# Mohammed bin Abdulaziz Al Saud
Prinz Mohammed bin Abdulaziz Al Saud (arabisch محمد بن عبدالعزيز أل سعود, DMG Muḥammad b. ʿAbd al-ʿAzīz Āl Saʿūd; * 4. März 1910 in Riad; † 25. November 1988 in Riad) war Kronprinz von Saudi-Arabien und Gouverneur der Provinz Medina.

## Leben
Mohammed wurde 1910 als vierter Sohn des späteren saudischen Staatsgründers und Königs Abdulaziz, der auch als Ibn Saud bekannt ist, geboren. Seine Mutter, al-Jawhara bint Musaid bin Jiluwi bin Turki, entstammte dem Jiluwi-Zweig der Saudi-Dynastie. Sie war sowohl väterlicherseits als auch mütterlicherseits eine Urenkelin des Emirs Turki und damit eine Cousine 2. Grades ihres Ehemannes. Mohammed hatte zwei jüngere Vollgeschwister, den späteren König Khalid sowie Prinzessin al-Anud, die mit zwei Söhnen von Mohammeds Onkel Saad (I) bin Abdul Rahman, zuerst Saud bin Saad (I) und später, nach einer Scheidung von Saud, Fahd bin Saad (I), verheiratet war.
Mohammed nahm an der Eroberung des Hedschas teil und nahm dabei im Jahr 1925 die Stadt Medina, eine der zwei heiligen Städte des Islams, ein. 1926 wurde er von seinem Vater zum Gouverneur der neugeschaffenen Provinz Medina ernannt. Später, von 1927 bis 1930, nahm er außerdem an der Zerschlagung des Aufstands der Ichwān teil. 1937 vertraten er und sein älterer Halbbruder, der spätere König Saud, ihren Vater bei der Krönung von Königin Elisabeth. 1945 reiste er gemeinsam mit seinem Vater, seinem jüngeren Bruder Mansur und seinem Onkel Abdullah mit einem amerikanischen Zerstörer von Dschidda durch den Suez-Kanal bis nach Ägypten, wo ein historisches Treffen zwischen Ibn Saud und dem damaligen US-Präsident Roosevelt stattfand.
Mohammed spielte als nächstältester Bruder eine wichtige Rolle im Machtkampf zwischen König Saud und dem späteren König Faisal und galt als Diplomat zwischen seinen beiden Halbbrüdern. Er war neben den Brüdern der Sudairi-Sieben einer der wichtigsten Unterstützer Faisals und galt als Königsmacher. Nach Sauds Abdankung war Mohammed unter König Faisal von November 1964 bis März 1965 einige Monate Kronprinz. Allerdings trat er in dieser Position zugunsten seines jüngeren Vollbruders Khalid zurück, der ihm als Kronprinz folgte und später König wurde. Trotz seines Rücktritts als Kronprinz blieb er ein einflussreiches Familienmitglied und war Berater seiner Brüder Faisal und Khalid. Obwohl er offiziell freiwillig zurücktrat, wird vermutet, dass er sowohl von Mitgliedern der Ulema als auch von Teilen der eigenen Familie zum Rücktritt gezwungen wurde, da er von diesen als zu unreligiös und allgemein ungeeignet gesehen wurde. So soll er 1945 eine außereheliche Affäre mit einer arabisch-amerikanischen Frau in den USA gehabt haben. Sein Vater soll ihm außerdem den Spitznamen „Abu Sharayn“, übersetzt „Vater des Bösen“ oder „Vater der zwei Übel“ gegeben haben, da er zum einen Choleriker war und zum anderen für das Trinken von Alkohol bekannt war. Auch dies trug dazu bei, dass seine Brüder ihn für den saudischen Thron ungeeignet hielten und er infolgedessen in der Thronfolge übersprungen wurde.
Nachfolger im Amt des Gouverneurs der Provinz Medina wurde 1965 sein jüngerer Halbbruder Abdul Muhsin.

## Kontroverse
1977 wurde Mohammeds Enkelin, die unverheiratete Prinzessin Mischal, verdächtigt, eine Affäre zu haben. Ihr Liebhaber war ein Mann, den sie in Beirut kennenlernte. Allerdings war für sie eine Heirat mit einem Prinzen aus der saudischen Königsfamilie vorgesehen. Die 19-Jährige gab ihre Affäre zu und wurde gemeinsam mit ihrem Liebhaber auf Befehl ihres Großvaters Mohammed öffentlich hingerichtet. Auf Grundlage dieser Geschehnisse basiert die britische Dokumentation Death of a Princess, die 1980 im britischen Fernsehen ausgestrahlt wurde und einen internationalen Aufschrei verursachte. Versuche der saudischen Behörden, die Ausstrahlung der Dokumentation zu verhindern, waren nicht erfolgreich. Infolgedessen verließen 400 Mitglieder der saudischen Königsfamilie Großbritannien. Auch der saudische Botschafter in Großbritannien wurde zwischenzeitlich abgezogen. Außerdem wurden saudische Exporte im Wert von mehreren Millionen Pfund eingestellt.

## Familie
Mohammed ist aus verschiedenen Ehen Vater von mindestens 13 Söhnen und 11 Töchtern. Eine seiner Ehefrauen war Jawhara bint Saud bin Umar Al Sheikh, die aus der Familie der Al Sheikh stammt.
Vier Töchter von Mohammed heirateten Söhne von König Saud. Seine 1977 hingerichtete Enkelin Mischaal ist eine Tochter seines Sohns Fahd.
Mohammeds Söhne Bandar und Saud waren bekannte Geschäftsmänner. Mohammeds Sohn Badr ist Mitglied des Thronfolgerats (Stand: 2017). Mohammeds gleichnamiger Enkel Mohammed bin Abdulaziz, ein Sohn seines Sohns Abdulaziz, ist seit Mai 2025 Gouverneur der Provinz Dschazan im Südwesten Saudi-Arabiens.

## Sonstiges
Der Prince Mohammad bin Abdulaziz International Airport" in Medina wurde nach ihm benannt. Auch der Medizinkomplex "Prince Mohammad Bin Abdulaziz Medical City" in Sakaka, al-Dschauf, trägt seinen Namen.